# Rada Najwyższa Nachiczewańskiej Republiki Autonomicznej

## Chronologiczna lista przewodniczących
| Osoba | Osoba   | Osoba                             | Kadencja        | Kadencja        |
| #     | Portret | Imię i Nazwisko                   | Od              | Do              |
| ----- | ------- | --------------------------------- | --------------- | --------------- |
| 1     |         | Heydər Əliyev (1923–2003)         | 5 września 1991 | 23 czerwca 1993 |
| -     |         | Vasif Talıbov(tymczasowo) (1960–) | 3 lipca 1993    | 4 kwietnia 1994 |
| 2     |         | Natig Hasanov (1944–)             | 4 kwietnia 1994 | 16 grudnia 1995 |
| 3     |         | Vasif Talıbov (1960–)             | 16 grudnia 1995 | nadal           |